# Bundesweiter Koordinierungskreis gegen Menschenhandel
Der Bundesweite Koordinierungskreis gegen Menschenhandel e. V. (KOK) ist ein Zusammenschluss von Fachberatungsstellen für Betroffene von Menschenhandel und weiteren Organisationen in Deutschland, die sich für die Rechte von Betroffenen einsetzen und zu den Themen Menschenhandel, Ausbeutung und Gewalt an Migrantinnen arbeiten. Der Verein hat seinen Sitz seit 2006 in Berlin. Die Mitgliedsorganisationen sind sowohl spezialisierte Fachberatungsstellen, als auch Frauenhäuser, Lobbyorganisationen und Wohlfahrtsverbände. Aktuell vereint der KOK 40 ordentliche sowie drei außerordentliche Mitglieder.

## Geschichte
Ende der 1980er Jahre wurde die Koordinationsstelle zur besseren Vernetzung von spezialisierten Organisationen gegründet. Damit wurde auf das vermehrte Aufkommen von Sextourismus und Heiratshandel reagiert. Die Koordinierungsstelle sollte die Vernetzung der Organisationen (vor allem der spezialisierten Fachberatungsstellen) fördern, zur Durchsetzung politischer Maßnahmen beitragen und die Öffentlichkeit für die Themen sensibilisieren. 1999 wurde aus der Vernetzungsstelle der gemeinnützige Verein mit dem Namen „Bundesweiter Koordinierungskreis gegen Frauenhandel und Gewalt an Frauen im Migrationsprozess e. V.“ gegründet.
Die Geschäftsstelle des Vereins öffnete ihr Büro zunächst in Potsdam und zog 2006 nach Berlin um. Der KOK wird zum größten Teil durch das Bundesministerium für Familie, Senioren, Frauen und Jugend (BMFSFJ) finanziert. Des Weiteren erhält er Mitgliedsbeiträge und Spenden und erwirtschaftet Mittel durch Honorare für Schulungen, Vorträge und Artikel. Unter anderem ausgelöst durch Mandatsveränderungen haben die Mitglieder des KOK 2014 die Veränderung des Vereinsnamens beschlossen. Seitdem steht KOK für „Bundesweiter Koordinierungskreis gegen Menschenhandel e. V“. Er betrachtet sich heute als „ein Zusammenschluss von Organisationen, die sich gegen alle Formen von Menschenhandel und Ausbeutung sowie gegen Gewalt im Migrationsprozess einsetzen“ und vereint aktuell 41 Mitgliedsorganisationen aus Deutschland sowie zwei Mitglieder aus Südtirol und der Schweiz.
Der KOK hat sich zu einer zentralen Schnittstelle zwischen der Praxis der Mitgliedsorganisationen und der Politik entwickelt. Belange, Erfahrungen und Forderungen der Mitglieder werden vom KOK über anlassbezogene Stellungnahmen, Advocacy- und Öffentlichkeitsarbeit in politische Prozesse eingebracht. Dadurch schafft der KOK einen Wissenstransfer zwischen den Mitgliedsorganisationen und Politik, Gesellschaft und Wissenschaft.

## Werte und Ziele
Den Ansätzen und Zielen des KOK liegt ein rechtebasiertes Verständnis der Thematik zugrunde. Ein menschenrechtsbasierter Ansatz sollte demnach bei allen Maßnahmen und Strategien zur Bekämpfung von Menschenhandel und Ausbeutung im Fokus stehen. Der Schwerpunkt der Arbeit des KOK bezieht sich auf die Interessensvertretung von Frauen*, insbesondere von Migrantinnen*. Der KOK bezieht in seiner Arbeit alle Betroffenengruppen und Formen von Menschenhandel mit ein.
Menschenhandel wird im Kontext von Migrationsprozessen betrachtet, die durch weltweite Armut, Konflikte sowie politisch-ökonomische Prozesse ausgelöst werden. Betroffene von Menschenhandel werden in ihrer Selbstbestimmung und der Wahrnehmung ihrer Rechte unterstützt. Der KOK setzt sich in der Arbeit für die Umsetzung völkerrechtlicher Konventionen und Anwendung menschenrechtlicher Instrumente ein, wie beispielsweise das durch Deutschland ratifizierte „Übereinkommen des Europarats zur Bekämpfung des Menschenhandels“.
Neben der Verbesserung der Lebenssituation von Betroffenen und der Durchsetzung ihrer Rechte, ist die Unterstützung der Fachberatungsstellen ein zentrales Anliegen des KOK. Darüber hinaus soll die Einhaltung nationaler und internationaler Standards im Umgang mit Betroffenen erreicht werden und gesamtgesellschaftlich eine frauen- sowie menschenrechtliche Perspektive vorangebracht werden.

## Mitgliedsorganisationen
Die Mitglieder des KOK sind:
- spezialisierte Fachberatungsstellen für Betroffene von Menschenhandel und Ausbeutung
- autonome Migrantinnenprojekte
- Beratungsstellen für Prostituierte
- Frauenhäuser
- Lobbyorganisationen
- Wohlfahrtsverbände

Die Arbeit des KOK wird durch das Fachwissen der verschiedenen Mitglieder bereichert und orientiert sich an deren Bedarfen und Erfahrungen. Im Rahmen der Mitgliederversammlung, die zwei Mal jährlich stattfindet, werden aktuelle Themen diskutiert, der Erfahrungsaustausch zwischen den Organisationen ermöglicht und politische Forderungen sowie Arbeitsschwerpunkte des KOK beschlossen.

## Organisationsstruktur
Der KOK ist ein eingetragener, gemeinnütziger Verein, der aus den folgenden Organen besteht: die Mitgliederversammlung, der Vorstand und der Beirat.
Die Mitgliederversammlung stellt das beschlussfassende Organ des KOK dar. Die Geschäftsstelle wurde zur Wahrnehmung der Aufgaben des KOK von den Mitgliedern eingerichtet. Der Vorstand, bestehend aus mindestens drei und höchstens fünf Mitarbeitern aus KOK-Mitgliedsorganisationen, wird von den Mitgliedsorganisationen gewählt und arbeitet ehrenamtlich für jeweils zwei Jahre. Die Aufgabe besteht in der gerichtlichen und außergerichtlichen Vertretung des KOK sowie in der engen Zusammenarbeit mit der Geschäftsstelle.

## Arbeitsschwerpunkte
Entsprechend der Zielsetzungen des KOK liegen die Arbeitsschwerpunkte in der Vernetzungsarbeit, der Lobby- und Öffentlichkeitsarbeit sowie der Bildungsarbeit und dem Wissenstransfer. Der KOK fungiert als Schnittstelle zwischen der Praxis der Mitgliedsorganisationen und der Politik und Öffentlichkeit. Er bringt im Auftrag seiner Mitglieder aktuelle Entwicklungen und Forderungen aus der Praxis auf die bundespolitische Ebene und vertritt sie in verschiedenen Gremien und Arbeitsgruppen. Die Gremien- und Vernetzungsarbeit findet bundesweit und international statt. Der KOK veröffentlicht anlassbezogen Stellungnahmen, Pressemitteilungen und auf aktuelle Themen zugeschnittene Publikationen. Darüber hinaus werden Schulungen für Behörden (z. B. BKA, Polizeihochschule) durchgeführt und Kooperationsveranstaltungen zwischen Fachberatungsstellen und zentralen Akteuren organisiert.
Zu den weiteren Aufgaben des KOK zählt die Veröffentlichung von thematischen Grundlagenwerken wie dem KOK-Wissenskompendium „Menschenhandel in Deutschland“. Für die Mitgliedsorganisationen hat der KOK ein Qualitätshandbuch erstellt, welches praktische Hinweise für die Arbeit mit Betroffenen zusammenträgt und regelmäßig auf den aktuellen rechtlichen Stand aktualisiert wird.
Der KOK führt seit 2016 das Projekt „Flucht und Menschenhandel – Prävention, Sensibilisierung und Schutz“ durch, das über die Diakonie Deutschland e. V. von der Beauftragten der Bundesregierung für Migration, Flüchtlinge und Integration gefördert wird. Zentrale Aspekte des aktuell laufenden Projektes sind die Unterstützung laufender Projekte der Mitgliedsorganisationen, die Sensibilisierung für die Thematik, die verbesserte Identifizierung Betroffener und der Schutz von in Unterkünften lebenden Betroffenen.

## Mitgliedschaften
Der KOK ist durch die nationale und internationale Vernetzungsarbeit in verschiedenen zivilgesellschaftlichen Netzwerken vertreten. International ist der KOK Mitglied bei La Strada International European Platform Against Trafficking in Human Beings, bei PICUM, der Plattform für Internationale Zusammenarbeit zu undokumentierten Migranten, und bei der Global Alliance Against Traffic in Women (GAATW). Auf nationaler Ebene ist der KOK Mitglied im Forum Menschenrechte und in der Allianz für Rechtssicherheit.